# 村瀬昇也
村瀬 昇也（むらせ のりや、1952年 - ）は、日本の実業家、富士機工株式会社（現・ジェイテクトコラムシステム）元代表取締役社長。

## 人物・経歴
1952年生まれ。愛知県出身。
1976年3月、立教大学経済学部卒業。同年4月、光洋精工株式会社（現・株式会社ジェイテクト）入社。
2007年6月、株式会社ジェイテクト執行役員、2011年6月、同社常務執行役員、2012年6月。同社取締役、2013年6月、同社専務取締役。
2015年4月、富士機工株式会社（現・ジェイテクトコラムシステム）顧問に就任。2015年6月、同社代表取締役社長に就任。
2016年7月には、静岡県湖西市にテクニカルセンターを開設し、設計から品質保証に至る一貫した開発体制を構築し、海外工場も統括する組織体制を整えた。
2017年10月、富士機工は新体制へと移行し、2018年1月にはジェイテクトの完全子会社となり、経営者としてグループの協業体制の構築を進めた。